# Région Pays de la Loire Tour
Die Région Pays de la Loire Tour (bis 2022: Circuit Cycliste Sarthe-Pay de la Loire) ist ein Etappenrennen im Straßenradsport.
Der Wettbewerb wird seit 1953 zunächst im französischen Département Sarthe und seit 2023 in der Region Pays de la Loire ausgetragen. Es wurde durch den Journalisten Fernand Bocage von der Zeitung Le Maine libre ins Leben gerufen. Von 1975 durften auch Profiteams teilnehmen. Das Rennen geht meist über vier Etappen und gehört seit 2005 der UCI-Kategorie 2.1 an. Es findet traditionell im April statt.
Gewonnen haben das Rennen u. a. die Tour-de-France-Sieger Greg LeMond (1980) und Bernard Hinault (1975 und 1976).

## Palmarès
Circuit Cycliste Sarthe
| Jahr | Sieger                           | Zweiter                          | Dritter                       |          |
| ---- | -------------------------------- | -------------------------------- | ----------------------------- | -------- |
| 1953 | Jacky Hays                       | Roland Danguillaume              | Jean Danguillaume             |          |
| 1954 | Bernard Fournières               | Roger Provost                    | Albert Rayer                  |          |
| 1955 | André Bernard                    | Christian Futol                  | Robert Verdenal               |          |
| 1956 | Jean Danguillaume                | Yves Fayon                       | J. Poulain                    |          |
| 1957 | Raymond Guérin                   | Georges Dubois                   | Michel Le Bris                |          |
| 1958 | Jean Danguillaume                | Henri Perly                      | Jean Jeugnet                  |          |
| 1959 | Jean Danguillaume                | Bachteel                         | Jacques Simon                 |          |
| 1960 | André Foucher                    | René Fagault                     | Jean-Yves Trolez              |          |
| 1961 | Jean Jeugnet                     | Jean Claude Sevin                | Bellon                        |          |
| 1962 | Domingo Ferrer                   | Yves Gougault                    | Pierre Matignon               |          |
| 1963 | Claude Juin                      | Michel Béchet                    | Jean Cosseron                 |          |
| 1964 | Jean Cosseron                    | Yves Gougault                    | Daniel Heck                   |          |
| 1965 | José Manuel López Rodríguez      | José Suria                       | Mariano Díaz                  |          |
| 1966 | Pierre Matignon                  | Serge Bolley                     | Jean-Louis Jagueneau          |          |
| 1967 | Guy Grimbert                     | Fernand Maurice                  | Gérard Swertvaeger            |          |
| 1968 | Guy Grimbert                     | Jacques Botherel                 | Yves Ravaleu                  |          |
| 1969 | Ryszard Szurkowski               | Patrice Testier                  | Tino Tabak                    |          |
| 1970 | Claude Lechatellier              | Ryszard Szurkowski               | Zbigniew Górski               |          |
| 1971 | Wladislaw Wiktorowitsch Neljubin | Rony Christiaens                 | Krzysztof Stec                |          |
| 1972 | Régis Ovion                      | Claude Aiguesparses              | Marcel Duchemin               |          |
| 1973 | Nikolai Fjodorowitsch Gorelow    | Ryszard Szurkowski               | Joël Hauvieux                 |          |
| 1974 | Iwan Michailowitsch Skossyrew    | Alain Meunier                    | Aavo Pikkuus                  |          |
| 1975 | Bernard Hinault                  | Jan Brzeźny                      | Jean-Claude Misac             |          |
| 1976 | Bernard Hinault                  | Yves Hézard                      | Yvon Bertin                   |          |
| 1977 | Aavo Pikkuus                     | Gregor Braun                     | Jan Brzeźny                   |          |
| 1978 | Bernd Drogan                     | Yvon Bertin                      | Mariano Martínez              |          |
| 1979 | Christian Muselet                | Michal Klasa                     | Aavo Pikkuus                  |          |
| 1980 | Greg LeMond                      | Ladislav Ferebauer               | Jan Jankiewicz                |          |
| 1981 | Juri Wiktorowitsch Barinow       | Iwan Stepanowitsch Mischtschenko | Schachid Sagretdinow          |          |
| 1982 | Iwan Stepanowitsch Mischtschenko | Milan Jurčo                      | Anatoli Nikolajewitsch Jarkin |          |
| 1983 | Pascal Jules                     | Claude Moreau                    | Jérôme Simon                  |          |
| 1984 | Claude Moreau                    | Yvan Lamote                      | Régis Clère                   |          |
| 1985 | Pascal Jules                     | Ronan Pensec                     | Wiktor Demidenko              |          |
| 1986 | Didier Garcia                    | Daniel Wyder                     | John Talen                    |          |
| 1987 | Pēteris Ugrjumovs                | Pascal Lance                     | Kurt Steinmann                |          |
| 1988 | Thierry Marie                    | Wjatscheslaw Jekimow             | Jean-Claude Colotti           |          |
| 1989 | Thierry Laurent                  | Wjatscheslaw Jekimow             | Gilbert Duclos-Lassalle       |          |
| 1990 | Dmitri Schdanow                  | Michel Vermote                   | Thierry Marie                 |          |
| 1991 | Bruno Cornillet                  | Armand de Las Cuevas             | Jean-Philippe Dojwa           |          |
| 1992 | Jean-François Bernard            | Philippe Bouvatier               | Robert Forest                 |          |
| 1993 | Jean-François Bernard            | Laurent Bezault                  | Thierry Dupuy                 |          |
| 1994 | Stéphane Heulot                  | Laurent Brochard                 | Erwin Thijs                   |          |
| 1995 | Thierry Marie                    | Patrick Jonker                   | Pascal Lance                  |          |
| 1996 | Adriano Baffi                    | Mariano Rojas                    | Stéphane Heulot               |          |
| 1997 | Melchor Mauri                    | Pascal Lino                      | Tony Rominger                 |          |
| 1998 | Melchor Mauri                    | Marc Streel                      | Jaan Kirsipuu                 |          |
| 1999 | Steffen Kjærgaard                | Gilles Maignan                   | Jens Voigt                    |          |
| 2000 | David Cañada                     | Jens Voigt                       | Laurent Brochard              |          |
| 2001 | David Millar                     | Anthony Morin                    | Franck Bouyer                 |          |
| 2002 | Didier Rous                      | Bradley McGee                    | Artūras Kasputis              |          |
| 2003 | Carlos Da Cruz                   | Alexei Sivakov                   | Laurent Brochard              |          |
| 2004 | Thomas Lövkvist                  | Franck Bouyer                    | Ronny Scholz                  |          |
| 2005 | Sylvain Chavanel                 | Markus Fothen                    | Wolodymyr Bileka              |          |
| 2006 | Stefan Schumacher                | Serhij Hontschar                 | Brian Vandborg                |          |
| 2007 | Andreas Klöden                   | Nicolas Vogondy                  | Wolodymyr Duma                |          |
| 2008 | Thomas Voeckler                  | Christian Vande Velde            | Tiziano Dall’Antonia          |          |
| 2009 | David Le Lay                     | Enrico Rossi                     | Benoît Vaugrenard             |          |
| 2010 | Luis León Sánchez                | Tiago Machado                    | Julien Simon                  |          |
| 2011 | Anthony Roux                     | Blel Kadri                       | David Millar                  |          |
| 2012 | Luke Durbridge                   | Manuele Boaro                    | Nélson Oliveira               |          |
| 2013 | Pierre Rolland                   | Jan Bárta                        | Tobias Ludvigsson             |          |
| 2014 | Ramūnas Navardauskas             | Rohan Dennis                     | Julien Simon                  |          |
| 2015 | Ramūnas Navardauskas             | Manuele Boaro                    | Adriano Malori                |          |
| 2016 | Marc Fournier                    | Jérôme Coppel                    | Juan José Lobato              |          |
| 2017 | Lilian Calmejane                 | Arthur Vichot                    | Jonathan Castroviejo          |          |
| 2018 | Guillaume Martin                 | Xandro Meurisse                  | Justin Jules                  |          |
| 2019 | Alexis Gougeard                  | Quentin Pacher                   | Oscar Riesebeek               |          |
| 2020 | abgesagt                         | abgesagt                         | abgesagt                      | abgesagt |
| 2021 | abgesagt                         | abgesagt                         | abgesagt                      | abgesagt |
| 2022 | Olav Kooij                       | Benoît Cosnefroy                 | Xandro Meurisse               |          |

Région Pays de la Loire Tour
| Jahr | Sieger              | Zweiter          | Dritter          |
| ---- | ------------------- | ---------------- | ---------------- |
| 2023 | Alexander Kamp      | Fredrik Dversnes | Valentin Ferron  |
| 2024 | Marijn van den Berg | Ewen Costiou     | Fredrik Dversnes |
| 2025 |                     |                  |                  |